# Charley Boorman

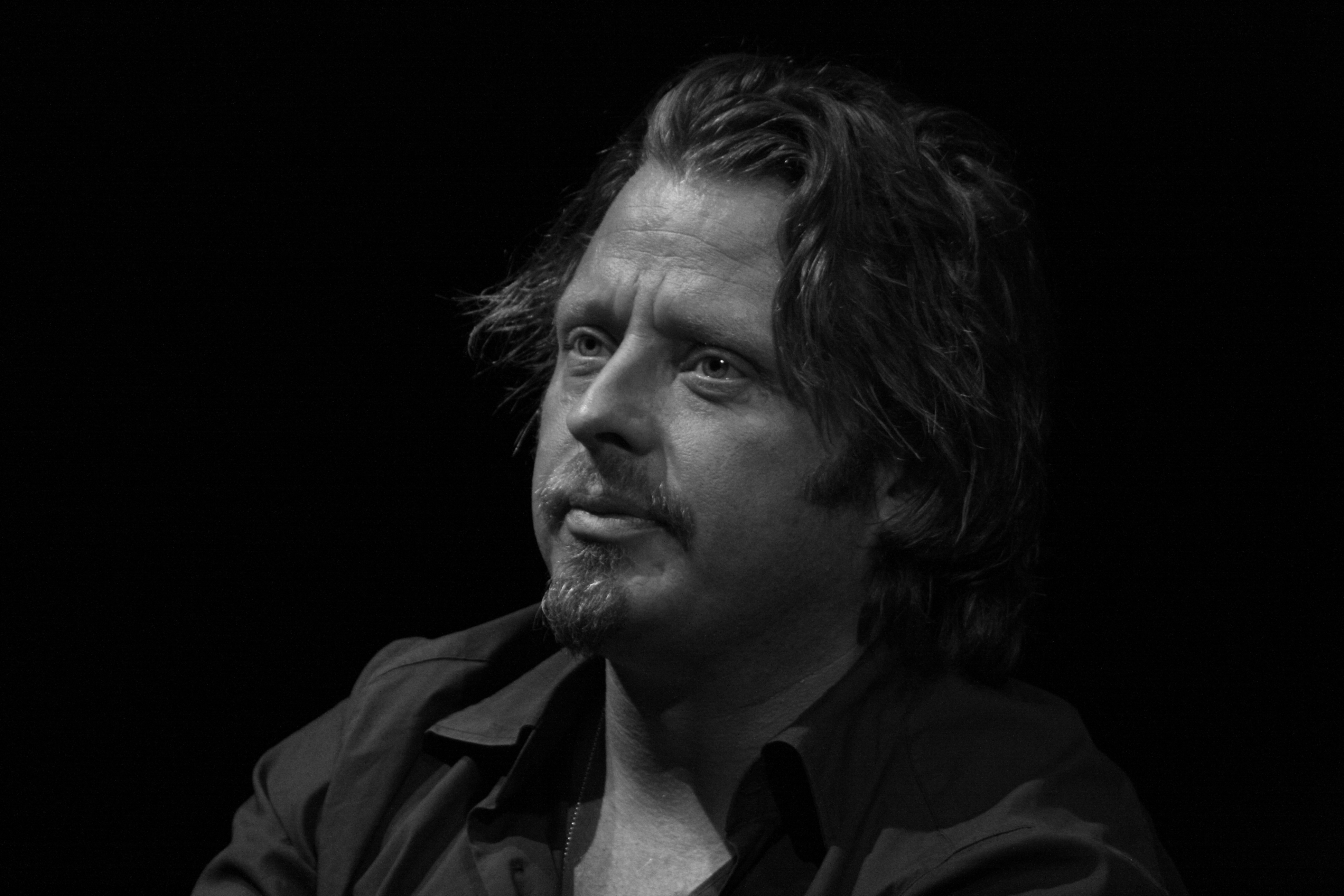
Charley Boorman

Charley Boorman (* 23. August 1966 in Wimbledon, London, England) ist ein britischer Schauspieler und Abenteurer.

## Familie
Er ist der Sohn einer deutschen Mutter und des englischen Regisseurs John Boorman. Mit seiner Frau hat er zwei Töchter.

## Filmkarriere
Mit Hilfe seines Vaters, des Regisseurs John Boorman, erlangte Boorman bereits mit sechs Jahren einen Filmauftritt in Beim Sterben ist jeder der Erste (1972). Neun Jahre später kehrte er mit dem Film Excalibur auf die Leinwand zurück. Hier führte ebenfalls sein Vater Regie und seine Geschwister Katrine Boorman und Telsche Boorman spielten mit.
Seine erste Hauptrolle hatte Charley in dem Film Der Smaragdwald (1985), bei dem wiederum sein Vater die Regie und die Produktion übernahm. Bei den Dreharbeiten zu Der Schlangenkuss (1997) lernte er Ewan McGregor kennen, mit dem ihn seitdem eine enge Freundschaft verbindet. Seit 2004/2005 nimmt er sich eine Auszeit vom Filmgeschäft, um sich dem Motorradfahren widmen zu können (u. a. für die Rallye Dakar).

## Projekte als Abenteurer

### Long Way Round
Sein Leben lang waren Motorräder seine Leidenschaft. Sein erstes fuhr er bereits mit sieben Jahren. 2004 brach er zusammen mit Ewan McGregor zum „Long Way Round“ auf. In 115 Tagen fuhren die beiden auf Motorrädern (BMW R 1150 GS) von London bis New York und legten dabei 30.395 km zurück. Diese Fahrt wurde für eine Fernsehserie gefilmt und ist auch auf DVD erhältlich.

### Race to Dakar
2006 nahm Charley Boorman an der Rallye Dakar mit Motorrädern von BMW teil.
Während der Vorbereitungen für das Rennen (überqueren von Sanddünen) brach er sich in Dubai das Schlüsselbein, weshalb bis wenige Wochen vor dem Start die Teilnahme nicht gesichert war.
Zusammen mit einem Team von zwei weiteren Fahrern sowie zwei Mechanikern wurde er wieder von Russ Malkin begleitet und gefilmt, der auch schon „Long Way Round“ und später „Long Way Down“ produziert hat. Charley brach sich jedoch am fünften Tag, nach einem Sturz, an einer Hand zwei Fingergelenke und kugelte sich an der anderen Hand den Daumen aus. Trotzdem fuhr er nach dem Unfall die noch knapp 450 Kilometer lange Tagesetappe über Schotter und Sand zu Ende. Ebenso reiste er nicht vorzeitig ab, sondern unterstützte stattdessen tatkräftig das Rennteam und die zwei weiteren Fahrer bis zum Ende der Veranstaltung.

### Long Way Down
Beeindruckt von den Erfahrungen und Erlebnissen vom Long Way Round Abenteuer, haben Charley Boorman und Ewan McGregor 2007 eine vergleichbare Motorradreise wie „Long Way Round“ unternommen, der Long Way Down. Begleitet und dokumentiert von der gleichen Film-Crew wie bei „Long Way Round“ und „Race to Dakar“ legten die beiden langjährigen Freunde zwischen dem 12. Mai und 5. August von John o’ Groats in Nordschottland nach Kapstadt in Südafrika eine Strecke von etwa 25.000 km zurück. Diesmal reisten sie auf BMW R 1200 GS Adventure K255, die mit Zubehörteilen für den Offroad-Einsatz modifiziert wurden. Während der Reise besuchten sie, wie auch schon in Long Way Round, verschiedene Projekte von UNICEF.

### By Any Means
2008 brach Boorman auf eine Reise auf, die von seiner Heimatstadt in Irland bis nach Sydney gehen sollte, ohne dabei ein Flugzeug zu benutzen. Im deutschsprachigen Raum ist der Reisebericht unter dem Titel „Auf die harte Tour: 30.000 Kilometer von Irland nach Australien“ veröffentlicht worden. Dabei benutzte Boorman verschiedenste – meist lokal übliche – Fortbewegungsmöglichkeiten vom Fischkutter über Tuk-Tuk bis hin zum Elefanten.

### From Sydney to Tokyo By Any Means
Ein Jahr später startete er auf eine Reise von Sydney nach Tokio, deren Bericht in England auf DVD unter dem Namen „Right to the Edge: Sydney to Tokyo By Any Means“. In Deutschland wurde die Serie 2015 unter dem Namen „Von Sydney nach Tokio – Hauptsache ankommen“ auf ProSieben Maxx ausgestrahlt.

### Long Way Up
Nach Long Way Round (2004) und Long Way Down (2007) unternahmen Charley Boorman und Ewan McGregor 2019 ihre dritte große Motorradreise von Ushuaia in Argentinien über Süd- und Mittelamerika bis nach Los Angeles in den Vereinigten Staaten. Die Reise führte in 100 Tagen über etwa 21.000 km durch 13 Länder, von Anfang September bis Mitte Dezember 2019. Dabei benutzten Boorman und McGregor Prototypen von Harley-Davidson LiveWire-Elektromotorrädern, die zu „Adventure-Bikes“ umgebaut wurden. Ausgestrahlt wurde die Sendung Long Way Up auf Apple TV+.

## Filmografie (Auswahl)
- 1972: Beim Sterben ist jeder der Erste (Deliverance)
- 1981: Excalibur
- 1985: Der Smaragdwald (The Emerald Forest)
- 1987: Hope and Glory
- 1995: Rangoon (Beyond Rangoon)
- 1997: Der Schlangenkuss (The Serpent’s Kiss)
- 1998: Cash in Hand
- 2001: Der Bunker (The Bunker)
- 2004: The Country Of My Skull
- 2004: Long Way Round
- 2006: Race to Dakar
- 2007: Long Way Down
- 2008: Down under – Egal wie (By Any Means)
- 2009: From Sydney To Tokyo By Any Means
- 2011: World’s Most Dangerous Roads – Alaska
- 2011: Extreme Frontiers – Canada
- 2013: South African Adventure
- 2020: Long Way Up
- 2025: Long Way Home